# Arzheimer Schanze

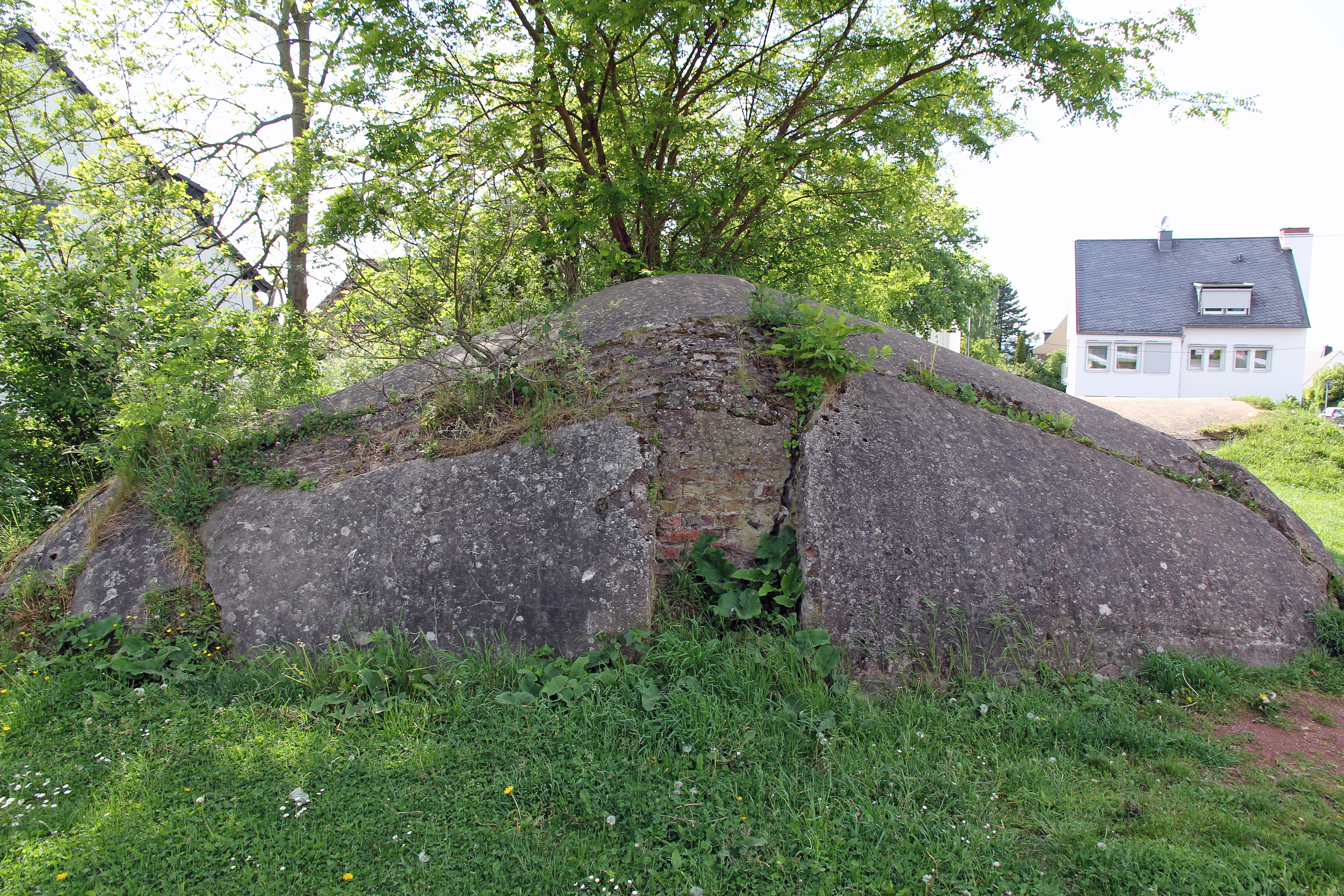
Überreste der Arzheimer Schanze in Koblenz-Arzheim

Das System Pfaffendorfer Höhe auf der rechten Rheinseite mit der Arzheimer Schanze (oben rechts)

Die Arzheimer Schanze war Teil der preußischen Festung Koblenz und gehörte zum System Niederehrenbreitstein. Von der in den 1860er Jahren erbauten und 1927 geschleiften Schanze ist im heutigen Koblenzer Stadtteil Arzheim nur noch ein kleiner Rest erhalten geblieben. 

## Geschichte
Die Arzheimer Schanze wurde zunächst 1866 provisorisch und dann 1868–1873 in Form einer Lünette dauerhaft ausgebaut.
Nach dem Ersten Weltkrieg musste diese Anlage, wie auch die anderen Koblenzer Festungswerke, in Ausführung des Artikels 180 des Versailler Vertrags, entfestigt werden. Vorgesehen waren weitreichende Arbeiten, von denen nur die Kaserne in der Kehle und der Hangar ausgenommen blieben. Die Entfestigungsarbeiten an der Schanze begannen am 10. März und wurden am 30. August 1927 fertig gemeldet.
Zeitgenössischen Berichten zufolge hinterließen die Entfestigungsarbeiten ein wüstes Trümmerfeld mit zum Teil nur mangelhaft ausgeführten Arbeiten. Am 11. Februar 1929 erwarb die Gemeinde Arzheim das ehemalige Festungsgelände von etwa 29.000 m² unter der Vorgabe, dieses in einem Zeitraum von drei Monaten in einen annehmbaren Zustand zu versetzen. Teile des Abbruchmaterials wurden nach Augenzeugenberichten von der Arzheimer Bevölkerung als Baumaterial verwendet, an einigen Häusern in der Arzheimer Unterdorfstraße finden sich Fenstergewände, Bodenplatten und Stufen aus Basalt sowie Sandsteinquader, die aus diesem Zusammenhang stammen.
Nach dem Zweiten Weltkrieg wurde auf dem Gelände der Schanze ein Sportplatz angelegt, an dessen Rand noch heute undefinierbare Reste des Werks sichtbar sind, möglicherweise handelt es sich dabei um Teile einer bei Beginn des Ersten Weltkriegs angelegten Kette von betonierten Stellungen zwischen der Festung Ehrenbreitstein und den Befestigungen auf der Pfaffendorfer Höhe. Zeitzeugen sprechen aber auch von einer Entstehung (oder Wiederherstellung?) erst im Zweiten Weltkrieg. 
Die ehemalige Lage der Arzheimer Schanze lässt sich heute noch durch zwei Feldwege östlich des Sportplatzes erkennen, die dem Verlauf des früheren Walles folgen.